# Saurauia egregia
Saurauia egregia är en tvåhjärtbladig växtart som beskrevs av Friedrich Ludwig Diels. Saurauia egregia ingår i släktet Saurauia och familjen Actinidiaceae. Inga underarter finns listade i Catalogue of Life.